# Batalla del Cabo Ortegal
La batalla del cabo Ortegal fue la última acción de la Campaña de Trafalgar y un enfrentamiento entre una escuadra de la Marina Real Británica y los restos de la flota hispano-francesa derrotada semanas antes en Trafalgar. La batalla tuvo lugar el 4 de noviembre de 1805 frente al cabo Ortegal, al noroeste de España y en ella se produjo la captura de la flota francesa, que mandaba Pierre-Étienne-René-Marie Dumanoir, a manos del capitán inglés Sir Richard Strachan.
Dumanoir había estado en Trafalgar y consiguió escapar con pocos daños. Inicialmente trató de entrar en el Mediterráneo, según lo previsto, pero ante la posibilidad de encontrarse con fuerzas británicas, decidió dirigirse al norte hasta los puertos españoles y franceses. Durante su viaje se encontró con dos fragatas británicas de las que consiguió escapar, pero poco después se cruzó con otra fragata a la cual decidió perseguir. La fragata llevó a Dumanoir dentro del radio de alcance de fuego de un escuadrón británico bajo el mando de Strachan que se encontraba patrullando el área en búsqueda de otro francés. Strachan inició la persecución de inmediato pero Dumanoir escapó de una fuerza superior. El escuadrón de Strachan tardó en formarse pero pudo usar las fragatas que le acompañaban para retrasar a los franceses, hasta que sus navíos de línea los alcanzaran.
A continuación siguieron varias horas de intensa lucha, antes de que Strachan pudiera rebasar a su oponente y duplicar sus líneas de fuego con fragatas y navíos de línea. Las naves francesas fueron arrasadas y forzadas a rendirse. Los cuatro navíos fueron llevados a Gran Bretaña como trofeos y entregadas a la Marina. Strachan y sus hombres fueron bien recompensados por un público que vio el exitoso resultado de la operación como un complemento a la victoria de Nelson en Trafalgar.

## Preludio

### Huida de Dumanoir
Cuatro navíos de línea franceses estacionados a la cabeza de la flota combinada escaparon de la batalla de Trafalgar bajo el mando del contraalmirante Pierre-Étienne-René-Marie Dumanoir y zarparon hacia el sur. La intención inicial de Dumanoir era cumplir las órdenes iniciales de Villeneuve y llegar a Toulon. El día después de la batalla cambió de parecer al recordar que un numeroso escuadrón británico bajo el mando del contraalmirante Thomas Louis se encontraba patrullando el estrecho de Gibraltar. Con una tormenta que estaba tomando fuerza cerca de la costa española, Dumanoir se dirigió hacia el oeste para pasar el cabo de San Vicente antes de dirigirse hacia el noroeste y luego virar hacia el este al golfo de Vizcaya con la intención de llegar al puerto francés de Rochefort. Su escuadrón aún era considerable, ya que había sufrido daños mínimos en Trafalgar. Al escapar de Trafalgar, Dumanoir había ordenado echar por la borda doce cañones del alcázar del buque insignia Formidable para poder aliviar su carga y completar su huida. Dumanoir alcanzó el cabo de San Vicente el 29 de octubre y se dirigió a Île-d'Aix, entrando al golfo de Vizcaya el 2 de noviembre.

### Baker avista a los franceses
Había varios buques y escuadrones británicos que se encontraban en el Golfo en busca de navíos franceses. Zacharie Allemand, el comandante del escuadrón de Rochefort, había salido del puerto en julio de 1805 y estaba navegando por el Atlántico atacando a navíos británicos. Uno de los buques británicos que habían sido enviados a patrullar la zona era el HMS Phoenix, bajo el mando del capitán Thomas Baker. Baker tenía órdenes de patrullar al oeste de las islas Sorlingas, pero a finales de octubre recibió noticias de varios comerciantes neutrales de que el escuadrón de Allemand había sido avistado en el golfo de Vizcaya. Baker dejó su posición y zarpó inmediatamente hacia el sur, alcanzando la latitud del cabo de Finisterre el 2 de noviembre, justo cuando Dumanoir entraba en el golfo. Baker avistó cuatro buques dirigiéndose al noroeste a las 11h e inmediatamente iniciaron su persecución. Los buques, que Barker creyó que eran parte del escuadrón de Rochefort pero que en realidad eran los navíos de Dumanoir, iniciaron la persecución de Phoenix al mediodía, el cual había huido hacia el sur.  Al hacer esto, Baker esperaba llevar a los franceses hacia otro escuadrón británico bajo el mando del Capitán Sir Richard Strachan que él sabía que se encontraba en la zona.
Baker continuó con su persecución de los franceses, y a las 3 en punto esa tarde avistó cuatro velas dirigiéndose hacia el sur. Las fuerzas de Dumanoir también lo vieron, y se detuvieron al este, mientras que Baker, dejando su persecución, se mantuvo observando los veleros franceses. Después de haber evaluado la fuerza y la disposición de los buques franceses, Baker continuó navegando hacia el sureste, disparando sus cañones y enviando señales a las cuatro naves que había visto y suponía eran británicas. Las fuerzas de Dumanoir ya habían tenido un encuentro con los británicos; habían sido perseguidos por dos fragatas, la HMS Boadicea al mando del capitán John Maitland, y la HMS Dryad bajo el mando del capitán Adam Drummond. Boadicea y Dryad avistaron al Phoenix y los cuatro veleros al sur a las 8:45 esa noche, y les hicieron señales. Baker se mostró receloso de los nuevos navíos, que se encontraban entre él y los buques franceses, por lo que no se paró en dirección a ellos, sino que continuó dirigiéndose hacia las velas en el sur. Para ese entonces, se hizo claro para el Boadicea y Dryad que se estaba reuniendo una fuerza considerable, con Phoenix acercándose junto con cuatro navíos de línea, y otros tres veleros que fueron avistados en las cercanías. Eventualmente se acercaron a 2 millas de la nave más grande, el HMS Caesar, pero no recibieron ninguna respuesta a sus señales, y se alejaron a las 10:30 p. m., donde luego perderían de vista tanto a los buques franceses como a los buques ingleses, y no participaron en la batalla.

## Strachan inicia la persecución
A las 11 p. m. Baker finalmente había alcanzado a los buques, y pasando bajo la popa del Caesar recibió confirmación de que los barcos eran del escuadrón de Strachan, como lo había asumido en un principio. Baker informó a Strachan de que habían avistado parte del escuadrón de Rochefort a sotavento, y Strachan decidió de inmediato buscar un enfrentamiento. El escuadrón de Strachan, sin embargo, se encontraba muy disperso a esas alturas, y luego de zarpar para interceptar a los franceses, envió a Baker a reunir los buques que quedaron atrás y ordenarles que le apoyen. El escuadrón de Strachan consistía a esas alturas del HMS Caesar de 80 cañones, los HMS Hero, HMS Courageux, HMS Namur y HMS Bellona de 74 cañones, y las fragatas HMS Santa Margarita (36 cañones) y HMS Aeolus (32 cañones). Strachan inició la persecución con solo Caesar, Hero, Courageux y Aeolus, y fue tras los franceses, quienes en ese momento se encontraban acelerando hacia el noroeste, hasta que los perdieron en la niebla nocturna a la 1:30 a. m. Tras perderlos, acortaron las velas para esperar al resto del escuadrón. El Santa Margarita se les unió al amanecer del 3 de noviembre. La persecución continuó de inmediato, y a las 7.30 a. m. avistaron el cabo Ortegal, a 36 millas al sureste. Los buques franceses fueron avistados nuevamente a las 9 a. m., y a las 11 a. m. Las naves guía británicas avistaron a Namur y Phoenix por detrás, viniendo rápidamente para alcanzar al escuadrón. Con ellos venía otra fragata, la HMS Révolutionnaire, comandada por el capitán Henry Hotham, quién se había encontrado por azar con la persecución. La persecución continuó todo el día hasta la noche, momento en el cual los buques más rápidos, el Santa Margarita y el Phoenix se encontraban mucho más adelante de la fuerza británica. El Bellona no pudo reagruparse con el escuadrón, y no tomó parte en la batalla.

## Desarrollo
La batalla comenzó a las 5.45 de la mañana del 4 de noviembre, cuando el Santa Margarita alcanzó la popa del Scipion, y abrió fuego acompañado por el Phoenix a las 9.30. A estas alturas los franceses se encontraban navegando en una columna y tenían al Phoenix y al Santa Margarita en los talones del Scipion. Strachan se encontraba aproximadamente a seis millas atrás de los franceses junto al Caesar, Hero y Courageux, acompañados por el Aeolus, mientras que Namur y Révolutionnaire se encontraban un poco más atrás de ellos. Los franceses continuaron siendo acosados por los británicos, mientras que Scipion continuó intercambiando disparos con las fragatas que lo asediaban. A las 11.45, dado que la confrontación era inevitable, Dumanoir ordenó a sus navíos que entrasen en formación para encarar al escuadrón de Strachan, quien por su parte hizo lo mismo para enfrentarse a los navíos franceses.
Para el mediodía, las cuatro fragatas británicas se encontraban en acción, hostigando al Scipion, mientras que Namur estaba a punto de unirse a los navíos de línea, quienes se encontraban disparando al estribor de las naves francesas más retrasadas. Dumanoir había ordenado a sus navíos a cambiar de formación a las 11.30, para así llevar al navío principal, Duguay-Trouin a la acción para que sirva de apoyo en el centro. El Duquay-Trouin no respondió a la orden de moverse hasta las 12.15, y los navíos franceses comenzaron a dirigirse hacia los navíos de línea británicos, y a pasar a un lado de ellos. Dumanoir había planeado realizar su maniobra a las 8 esa mañana, pero la canceló antes de que pudiera llevarse a cabo.
Al pasar las dos líneas una al lado de la otra, Dumanoir notó que Strachan había doblado sus líneas, con fragatas a un lado y navíos de línea al otro. Sus naves sufrieron fuertes daños cuando las líneas británicas y francesas pasaron uno al lado de la otra, con la intención de aislar a Namur antes de que pudiera unirse a la línea británica. Los daños que sus naves sostuvieron las volvieron más lentas e imposibles de maniobrar, y Strachan logró ordenar sus navíos uno detrás del otro para mantenerlas a la par de las francesas, al mismo tiempo que añadió a Namur a su formación. Tras recibir fuego intenso por estribor por parte de los buques británicos, Scipion y Formidable se vieron obligados a rendirse. Al ver esto, Mont Blanc y Duguay-Trouin trataron de escapar pero fueron perseguidos por Hero y Caesar, que las cañonearon hasta su rendición a las 3.35

## Consecuencias
La victoria de Strachan completó la destrucción de la flota francesa, iniciada por Nelson en Trafalgar. Con los cuatro buques capturados en cabo Ortegal ya solo quedaron cinco navíos franceses de la flota combinada y se encontraban embotelladas en Cádiz. Los cuatro navíos capturados fueron llevados a Gran Bretaña y comisionados por la Marina Real Británica, mientras que sus tripulaciones fueron transferidas a campamentos de prisioneros. Una de los barcos, el Duquay-Troin, sirvió en la marina británica por más de 144 años bajo el nombre de HMS Implacable. Las tripulaciones británicas que pelearon en la batalla del cabo Ortegal recibieron el mismo reconocimiento a gran escala que recibieron otras tripulaciones por la victoria en Trafalgar. El Capitán Sir Richard Strachan fue ascendido a Contraalmirante, mientras que todos los tenientes fueron ascendidos a comandantes. Además, Strachan recibió la Orden del Baño y sus capitanes recibieron medallas de oro.
Dumanoir tuvo mucho menos fortuna que su oponente. El y otros oficiales franceses fueron acuartelados en Tiverton, donde se les dio considerables libertades, solo exigiéndoles que se mantuvieran dentro de las puertas del complejo hasta las 8pm en el verano y 4pm en el invierno. Fue liberado en 1809 y regresó a Francia, donde se enfrentó no solo a uno, sino dos juicios, uno por su conducta en Trafalgar y otro por su derrota en cabo Ortegal. En el primero fue acusado de desobedecer las órdenes de Villenueve, no hacer lo suficiente para apoyar a su almirante, y luego escapar de la batalla en lugar de continuar la pelea. Luego de examinar la evidencia, Dumanoir fue absuelto de todos estos cargos. En la segunda investigación Dumanoir fue condenado por no haber entrado en combate con el escuadrón de Strachan cuando este aún se encontraba desorganizado en la mañana del 4 de noviembre, por haber permitido que las fragatas británicas lo hostigaran desde atrás sin enfrentarlas en combate, y por entrar en combate contra Strachan solo una vez que su retaguardia se vio abrumada. La corte concluyó que había sido muy indeciso. La sentencia fue pasada al ministro de la Marina, Denis Decrès en enero de 1810, pero Decrès dudó en ordenar una corte marcial. Napoleón quería hacer de Dumanoir un ejemplo para otros oficiales, pero Decrès trató de protegerlo, y cuando finalmente, tras la insistencia de Napoleón, se acordó una corte marcial, sus órdenes fueron tan vagas que Dumanoir y los capitanes que sobrevivieron fueron absueltos.

## Orden de combate
| Escuadrón del Capitán Strachan                | Escuadrón del Capitán Strachan | Escuadrón del Capitán Strachan | Escuadrón del Capitán Strachan | Escuadrón del Capitán Strachan | Escuadrón del Capitán Strachan | Escuadrón del Capitán Strachan | Escuadrón del Capitán Strachan | Escuadrón del Capitán Strachan | Escuadrón del Capitán Strachan | Escuadrón del Capitán Strachan |
| Navío                                         | Clase                          | Cañones                        | Marina                         | Comandante                     | Bajas                          | Bajas                          | Bajas                          | Notas                          |                                |                                |
| Navío                                         | Clase                          | Cañones                        | Marina                         | Comandante                     | Muertos                        | Heridos                        | Total                          | Notas                          |                                |                                |
| --------------------------------------------- | ------------------------------ | ------------------------------ | ------------------------------ | ------------------------------ | ------------------------------ | ------------------------------ | ------------------------------ | ------------------------------ | ------------------------------ | ------------------------------ |
| HMS Caesar                                    | Tercera Clase                  | 80                             |                                | Capitán Sir Richard Strachan   | 4                              | 25                             | 29                             |                                |                                |                                |
| HMS Hero                                      | Tercera Clase                  | 74                             |                                | Capitán Hon. Alan Hyde Gardner | 10                             | 51                             | 61                             |                                |                                |                                |
| HMS Courageux                                 | Tercera Clase                  | 74                             |                                | Capitán Richard Lee            | 1                              | 13                             | 14                             |                                |                                |                                |
| HMS Namur                                     | Tercera Clase                  | 74                             |                                | Capitán Lawrence Halsted       | 4                              | 8                              | 12                             |                                |                                |                                |
| HMS Santa Margarita                           | Quinta Clase                   | 36                             |                                | Capitán Wilson Rathbone        | 1                              | 1                              | 2                              |                                |                                |                                |
| HMS Aeolus                                    | Quinta Clase                   | 32                             |                                | Capitán Lord William Fitzroy   | 0                              | 3                              | 3                              |                                |                                |                                |
| HMS Phoenix                                   | Quinta Clase                   | 36                             |                                | Capitán Thomas Baker           | 2                              | 4                              | 6                              |                                |                                |                                |
| HMS Révolutionnaire                           | Quinta Clase                   | 38                             |                                | Capitán Hon. Henry Hotham      | 2                              | 6                              | 8                              |                                |                                |                                |
| Bajas: 24 muertos, 111 heridos, 135 en total. |                                |                                |                                |                                |                                |                                |                                |                                |                                |                                |

| Escuadrón del Contralmirante Dumanoir le Pelley | Escuadrón del Contralmirante Dumanoir le Pelley | Escuadrón del Contralmirante Dumanoir le Pelley | Escuadrón del Contralmirante Dumanoir le Pelley | Escuadrón del Contralmirante Dumanoir le Pelley | Escuadrón del Contralmirante Dumanoir le Pelley | Escuadrón del Contralmirante Dumanoir le Pelley | Escuadrón del Contralmirante Dumanoir le Pelley | Escuadrón del Contralmirante Dumanoir le Pelley | Escuadrón del Contralmirante Dumanoir le Pelley | Escuadrón del Contralmirante Dumanoir le Pelley |
| Navío                                           | Clase                                           | Cañones                                         | Marina                                          | Comandante                                      | Bajas                                           | Bajas                                           | Bajas                                           | Notas                                           |                                                 |                                                 |
| Navío                                           | Clase                                           | Cañones                                         | Marina                                          | Comandante                                      | Muertos                                         | Heridos                                         | Total                                           | Notas                                           |                                                 |                                                 |
| ----------------------------------------------- | ----------------------------------------------- | ----------------------------------------------- | ----------------------------------------------- | ----------------------------------------------- | ----------------------------------------------- | ----------------------------------------------- | ----------------------------------------------- | ----------------------------------------------- | ----------------------------------------------- | ----------------------------------------------- |
| Formidable                                      | Tercera Clase                                   | 80                                              |                                                 | Contralmirante Pierre Dumanoir le Pelley        | -                                               | -                                               | c. 200                                          | Capturado, comisionado como HMS Brave           |                                                 |                                                 |
| Scipion                                         | Tercera Clase                                   | 74                                              |                                                 | Capitán Charles Berrenger                       | -                                               | -                                               | c. 200                                          | Capturado, comisionado como HMS Scipion         |                                                 |                                                 |
| Duguay-Trouin                                   | Tercera Clase                                   | 74                                              |                                                 | Capitán Claude Touffet †                        | -                                               | -                                               | c. 150                                          | Capturado, comisionado como HMS Implacable      |                                                 |                                                 |
| Mont-Blanc                                      | Tercera Clase                                   | 74                                              |                                                 | Capitán Guillaume-Jean-Noël de Lavillegris      | -                                               | -                                               | c. 180                                          | Capturado, comisionado como HMS Mont Blanc      |                                                 |                                                 |
| Bajas: 730 muertos y heridos.                   |                                                 |                                                 |                                                 |                                                 |                                                 |                                                 |                                                 |                                                 |                                                 |                                                 |
| Fuentes: Adkin, p. 535; Fremont-Barnes, p. 86   |                                                 |                                                 |                                                 |                                                 |                                                 |                                                 |                                                 |                                                 |                                                 |                                                 |

Leyenda
- † Oficial muerto durante la batalla o de las heridas que recibió.

## Cultura popular
El juego de mesa Flying Colors contiene el escenario Cape Ortegal que recrea esta batalla de una forma simplificada.